# Kozma László (villamosmérnök)
Kozma László (született Kohn) (Miskolc, 1902. november 28. – Budapest, 1983. november 9.) Kossuth-díjas villamosmérnök, a Magyar Tudományos Akadémia rendes tagja. Munkássága kiemelkedő jelentőségű a távközléstechnika automatizálása, elméleti és gyakorlati kérdéseinek tisztázása terén, emellett nevéhez fűződik az első magyarországi digitális számítógép, a MESZ I megtervezése és üzembe állítása (1957).

## Életútja
Kozma (1912-ig Kohn) Móric és Fischer Cecília gyermekeként született. Középiskoláit Szolnokon végezte el, ezt követően a budapesti József Műegyetemre jelentkezett, de zsidó származása miatt és a numerus clausus rendelkezése értelmében felvételét elutasították.
1921-ben az újpesti Egyesült Izzónál helyezkedett el villanyszerelőként. Munkahelye anyagi támogatásával 1925-től a brnói német műegyetemen végzett egyetemi tanulmányokat, villamosmérnöki oklevelét is itt szerezte meg 1930-ban. Még ugyanebben az évben az American Telephone and Telegraph Company antwerpeni mérnöki irodájában kapott állást, később a telefontársaság kutatólaboratóriumának fejlesztőmérnöke lett. A Belgiumot megszálló német csapatok és a nyomukban berendezkedő náci hatóságok nyomására 1942-ben állásából elbocsátották.
1942-ben visszatért Magyarországra, s az Egyesült Izzó rádiócső-mérési osztályának műszerészeként helyezkedett el. 1944-ben előbb munkaszolgálatra hívták be, majd Mauthausenbe deportálták. Megromlott egészségi állapottal tért haza 1945 augusztusában. 
A budapesti Standard Villamossági Rt. telefonmérnöki osztályán kapott főmérnöki munkát, feladata az országos telefonberendezések tervezési munkálatainak irányítása volt. 1948-ban a gyár műszaki igazgatójává nevezték ki, egyidejűleg a budapesti Állami Műszaki Főiskola tanára lett. 1949-ben átvette a Budapesti Műszaki Egyetem vezetékes híradás-technikai tanszékének vezetését, de az év végén a Standardban folyó szabotázs- és kémtevékenységet „leleplező” Standard-ügy kapcsán, koholt vádak alapján letartóztatták. 1950-ben tizenöt éves börtönbüntetésre ítélték, s 1952-től a budapesti gyűjtőfogházban rabokból létrehozott mérnöki iroda tagja volt. 
1954-ben amnesztiával szabadult, de teljes körű rehabilitációjára csak 1989-ben – posztumusz – került sor. 1955-től 1972-es nyugdíjazásáig ismét a Budapesti Műszaki Egyetemen tanított, 1960 és 1963 között a villamosmérnöki kar dékáni tisztét is betöltötte.

## Munkássága
Elsősorban a távbeszélő-hálózati kapcsolástechnika automatizálásának kérdéseivel foglalkozott. Belgiumban töltött évei során harminchét, telefonberendezésekkel, áramkörökkel és számítógépekkel kapcsolatos szabadalom szerzője vagy társszerzője volt, emellett közreműködött a belgiumi, hollandiai, svájci és olaszországi automatikus telefonközpontok és távbeszélő-hálózatok tervezésében. A második világháborút követően mérnökként részt vett a magyarországi telefonhálózat újjáépítésében, majd a hálózat fejlesztésére, forgalmi méretezésére és a crossbartechnika bevezetésére vonatkozó több mérnöki tervet és javaslatot dolgozott ki.
Már az 1930-as években tervezett decimális kalkulátorberendezést, voltaképpen jelfogós elektromechanikus számítógépet, az 1950-es évektől aztán a Magyar Tudományos Akadémia támogatásával foglalkozhatott számítógépek tervezésével. Werner János és Frajka Béla segítségével 1957-ben Magyarországon elsőként állított üzembe programvezérelt (de az utasításokat nem tároló), bináris digitális számítógépet, amelynek a MESZ I (Műszaki Egyetem Első Digitális Számológépe) nevet adta. Ez a három szekrényben elhelyezett, mintegy 600–800 wattos fogyasztású automata kétezer elektromágneses jelfogóból épült fel, s a bebillentyűzött adatok feldolgozását egy lyukkártyán tárolt program végezte el, majd az eredményt egy írógépből átalakított, elektromosan vezérelt billentyűzet írta ki. A MESZ I egyetemi oktatáson kívüli használatára már nem került sor, mert 1959-ben Magyarországon is megjelent az első elektroncsöves számítógép. 1964-ben azonban Kozma a MESZ I továbbfejlesztésével elkészítette az első magyarországi nyelvstatisztikai automatát, amely lyukszalagos adatbevitel útján nyolcvan különböző statisztikai feladat egyidejű megoldására volt alkalmas.
Oktatásszervezői munkássága szintén kiemelkedő volt, dékánként korszerűsítette a villamosmérnöki képzés tantervét, s szervezőmunkájának köszönhetően létesült a Budapest Műszaki Egyetemen az elektronikai technológiai szak. Frajka Bélával közösen írt távközlés-technikai jegyzete az 1960-as–1970-es évek mérnökképzésének meghatározó alapvetése volt.

## Társasági tagságai és elismerései
A Magyar Tudományos Akadémia 1961-ben levelező, 1976-ban rendes tagjai sorába emelte, előbb a híradás-technikai, majd a távközlési bizottság munkáját elnökölte. Tagja volt a Híradás-technikai Tudományos Egyesületnek, valamint a Felsőoktatási és Tudományos Tanácsnak is.

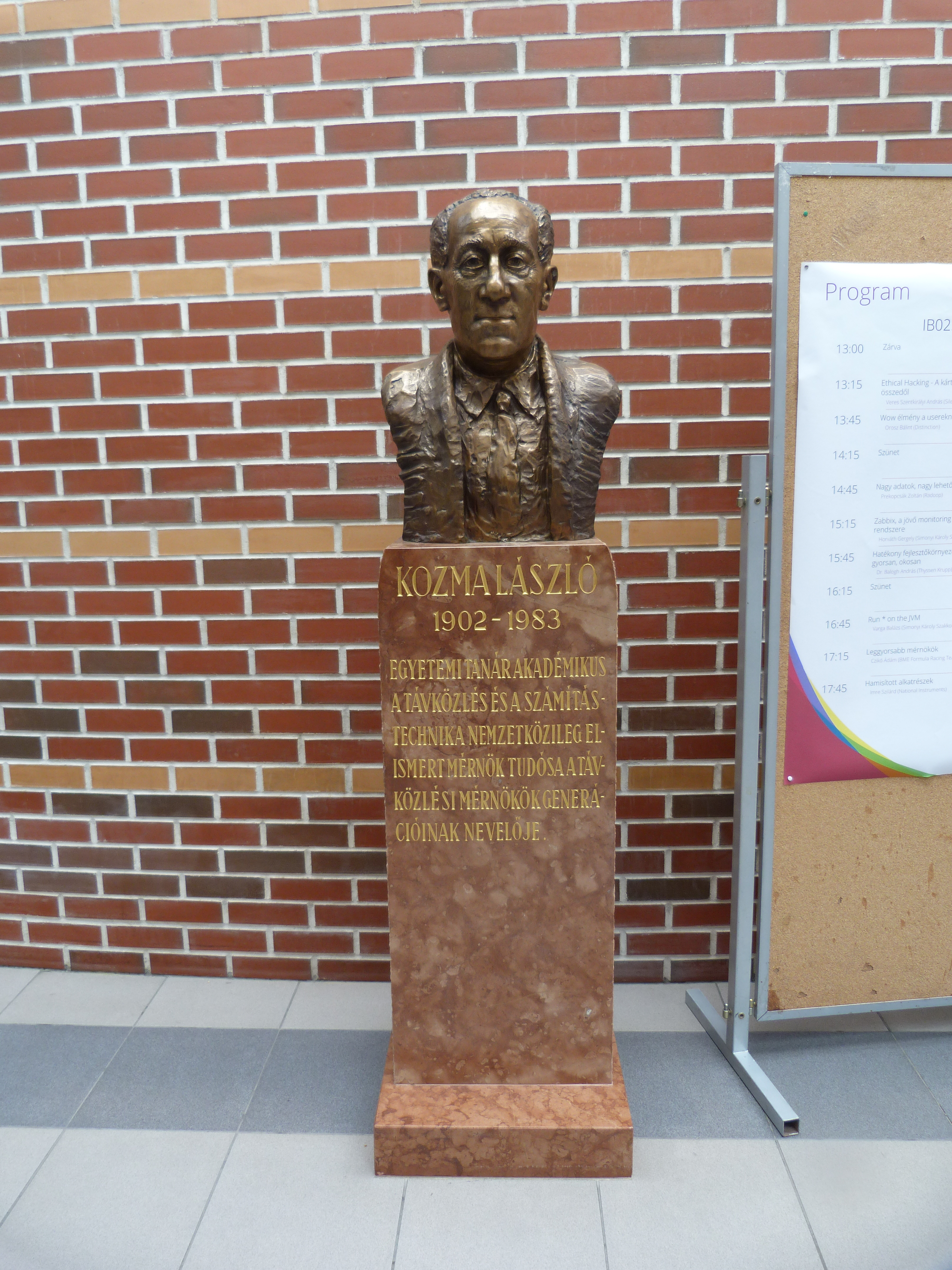
Kozma László szobra a Budapesti Műszaki Egyetemen

Tudományos érdemei elismeréseként 1948-ban Kossuth-díjjal (arany fokozat), 1960-ban Puskás Tivadar-díjjal tüntették ki, 1962-ben Munka Érdemrendet, 1972-ben a Munka Érdemrend arany fokozatát, 1982-ben a Szocialista Magyarországért Érdemrend kitüntetést vehette át.

## Főbb művei
- A távbeszélő technika elemei. Budapest, Standard, 1950, 155 p.
- The new digital computer of the Polytechnical University, Budapest. in: Periodica Polytechnica 1959. 321–343.
- Híradástechnika. Budapest, Terra, 1964, 512 p. (Barta Istvánnal)
- Távbeszélőtechnika. Budapest, Tankönyvkiadó, 1965, 400 p. (Frajka Bélával)
- Távbeszélőtechnika: Átviteltechnikai mérnökök számára. Budapest, Tankönyvkiadó, 1965, 188 p.
- Távbeszélő technika I–II. Budapest, Tankönyvkiadó, 1966–1967, 366 + 184 p. (Frajka Bélával)
- Egy Kossuth-díjas börtönévei. Budapest, Új Mandátum, 2001, 222 p.